# Kostní dřeň

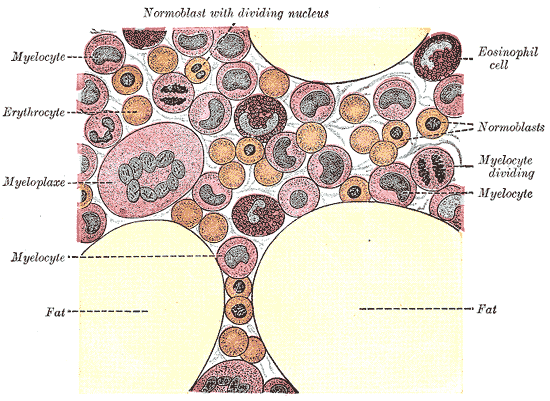
Ilustrace buněk kostní dřeně

Kostní dřeň (medulla ossium) či morek je měkká tkáň, která vyplňuje vnitřky kostí savců. Vyplňuje dřeňovou dutinu (cavitas medullaris) dlouhých kostí a prostory mezi trámci houbovité kostní tkáně konců dlouhých kostí, kde se tvoří nové krvinky a krevní destičky (krvetvorba) Je tvořena tzv. hemopoetickou tkání. Krvetvorba probíhá ve všech kostech do 4 až 5 let.

## Druhy kostní dřeně
Tělo obsahuje asi 2,6 kg kostní dřeně. Existují tři druhy kostní dřeně: červená kostní dřeň (medulla ossium rubra) a žlutá kostní dřeň (medulla ossium flava). Oba typy obsahují velké množství krevních cév a vlásečnic. Ve stáří vzniká ještě šedá kostní dřeň (medulla ossium grisea), želatinové konzistence.

### Červená kostní dřeň
Červené krvinky, krevní destičky a většina bílých krvinek vzniká právě v červené kostní dřeni. V okamžiku narození je veškerá kostní dřeň červená. Je složena ze sítě retikulárního vaziva, které je hustě prostoupeno krevními vlásečnicemi. S přibývajícím věkem se v dlouhých kostech mění ve žlutý typ. Zůstává však v plochých kostech (lebka), obratlích, pánvi, žebrech, zápěstních a zánártních kostech, kostech pánevních a v hrudní kosti, v dlouhých kostech se udržuje pouze při kloubních koncích v houbovité kostní tkáni. Tento orgán krvetvorby se vyšetřuje nabodnutím hrudní kosti (sternální punkce). Dárci poskytují kostní dřeň z kosti pánevní.

### Žlutá kostní dřeň
Vzniká z kostní dřeně červené nahrazováním původního retikulárního vaziva vazivem tukovým, proto je charakteristická žlutou barvou; na krvetvorbě se nepodílí. Přibližně od 20. roku věku člověka začíná být podíl červené a žluté kostní dřeně vyrovnaný. V dospělosti se nachází v prostředních částech dlouhých kostí, jako je stehenní, záprstní, nártní, lýtková apod.). Za určitých okolností se může změnit zpět na dřeň červenou.

### Šedá kostní dřeň
Vzniká ze žluté dřeně ztrátou tuku v pozdním věku. Má průsvitný vzhled a želatinový charakter. Krvetvorba zde není. Změna na šedou dřeň je ireverzibilní.

## Kuchyně
V kuchyni má uplatnění morek z hovězích a telecích kostí. Morková kost se přidává do hovězího vývaru, je součástí milánské speciality ossobuco, širší využití má ve francouzské kuchyni např. pečený jako součást různých jídel nebo se přidává do klasických omáček, např. do omáčky bordelaise.